# 朗平县 (南朝)
朗平县，中国古县名。
建置不详。治所在今河南省息县东北。南朝梁时，曾为梁安郡治。梁安郡与光城郡、北光城郡、弋阳郡、宋安郡、长陵郡属于光州。后来改为苞信县，551年之后，被北齐占领。 